# Incidente ovni de Rendlesham Forest
El incidente OVNI de Rendlesham Forest (/ˈrɛndəlʃəm/) es el nombre dado a una serie de denuncias de avistamientos de luces inexplicables y del aterrizaje de un objeto volador no identificado en Rendlesham Forest, Suffolk, Inglaterra a finales de diciembre de 1980. Es tal vez el más famoso caso OVNI que pudo haber sucedido en Gran Bretaña y figura entre los más conocidos acontecimientos OVNI en todo el mundo. Se ha comparado con el incidente OVNI de Roswell en los Estados Unidos y se denomina comúnmente El Roswell de Gran Bretaña o El Roswell inglés.
Tras el evento, el Ministerio de Defensa de Gran Bretaña (MdD) negó que fuera una amenaza para la seguridad nacional y afirmó que por lo tanto, nunca se investigó como una cuestión de seguridad. Más tarde, las pruebas indicaron que existía un importante dispositivo del Ministerio de Defensa sobre el tema y esto llevó a las quejas de un supuesto encubrimiento. Algunos interpretan esto como parte de un patrón de supresión de información relativa a la verdadera naturaleza de los objetos voladores no identificados por parte de ambos gobiernos, el de Estados Unidos y el británico (la conspiración del ocultamiento extraterrestre). Sin embargo, cuando el expediente se dio a conocer en 2001 se convirtió en su mayor parte en archivos de la correspondencia interna y las respuestas a las preguntas del público.

## Ubicación

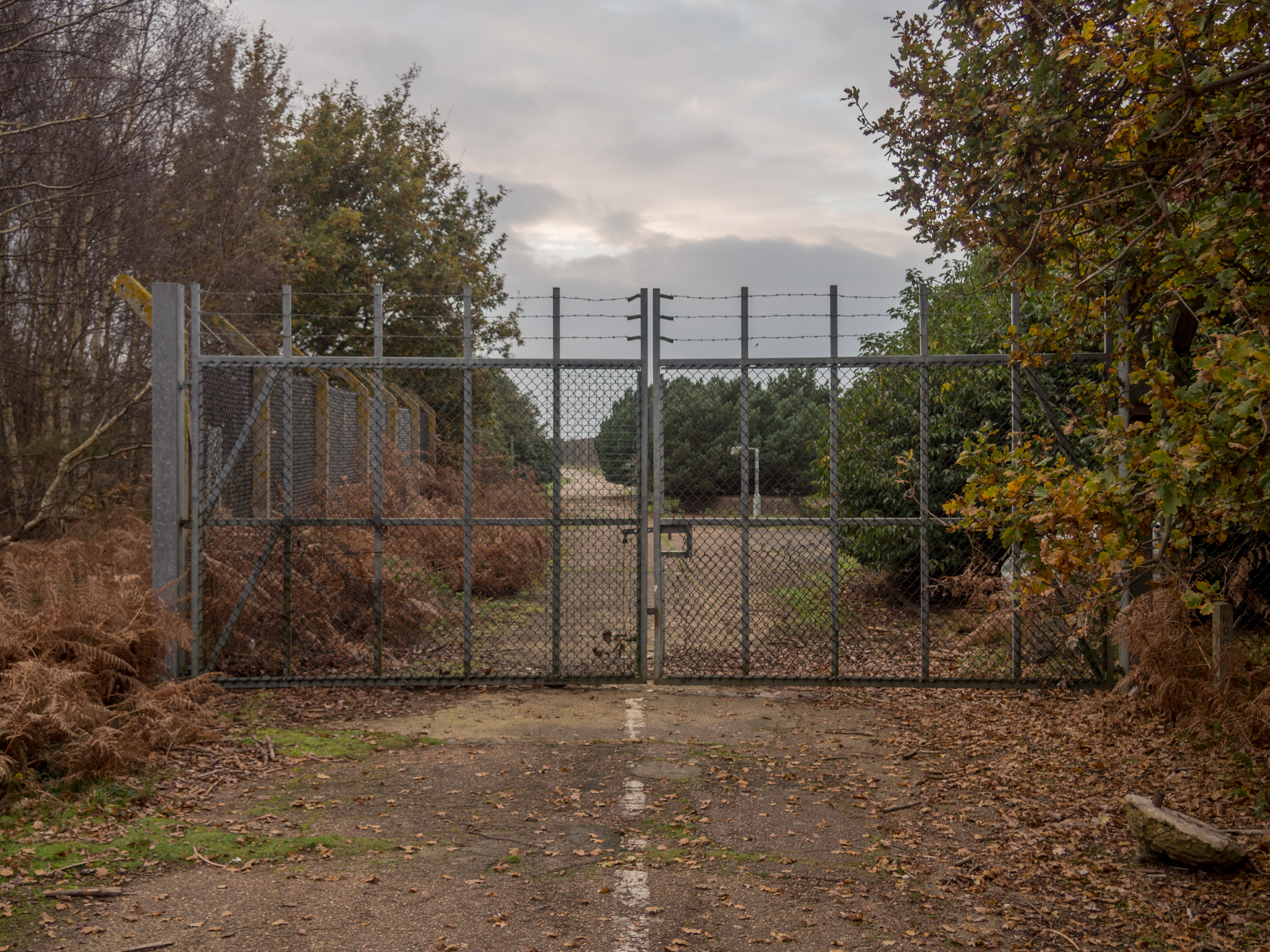
Puerta este de la RAF Woodbridge

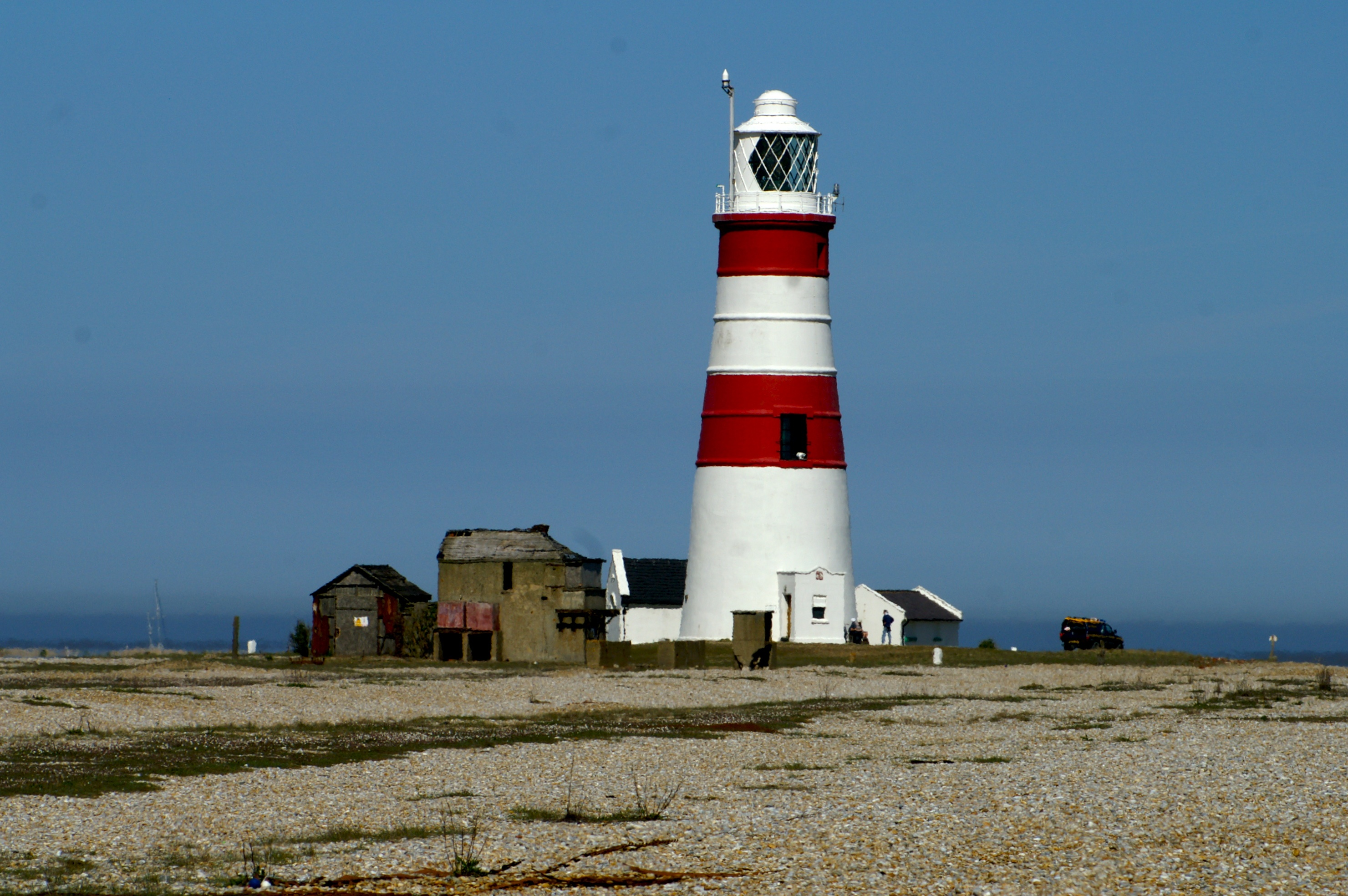
Orford Ness Lighthouse

Rendlesham Forest es propiedad de la Comisión Forestal y consta de aproximadamente 15 km² (1.500 hectáreas) de plantaciones de coníferas frondosas, intercalados con cinturones de páramos y zonas de humedales. Se encuentra en el condado Suffolk, cerca de ocho millas (13 km) al este de la ciudad de Ipswich.
El incidente se produjo en las proximidades de dos bases militares (actualmente abandonadas). Estas son RAF Bentwaters, que está situada justo al norte del bosque, y RAF Woodbridge, que se extiende en el bosque desde el oeste. En ese momento, ambas estaban siendo utilizadas por la Fuerza Aérea de Estados Unidos (USAF) y estaban bajo el mando del comandante del ala Coronel Gordon E. Williams. La base era dirigida por el comandante Col Ted Conrad, y su adjunto era el Teniente Coronel Charles I Halt. Es justamente Halt quien escribe la nota al Ministerio de Defensa sobre el incidente y su participación personal en la segunda noche de los avistamientos lo que ha dado credibilidad al caso.
Los principales acontecimientos del incidente, incluyendo el supuesto "aterrizaje", tuvieron lugar en el bosque, casi una milla (1600 m) al este de la Puerta Este de la base RAF Woodbridge.
El faro de Orford Ness, que los críticos identifican como las luces vistas fuera de la costa por los miembros del ejército del aire, se encuentra a cinco millas (8 km) más al este de esta localidad.

## Fechas del incidente
En la actualidad se acepta que el evento tuvo lugar entre el 26 de diciembre y el 28 de diciembre de 1980. Una de las piezas clave de la evidencia primaria de la "nota de Halt", se describe a continuación: sugiere que los primeros avistamientos fueron el día 27, en lugar del 26. Sin embargo, el memorando fue escrito casi dos semanas después del evento y su autor más tarde estuvo de acuerdo en que probablemente se había cometido un error al recordar las fechas. Esta discrepancia en las fechas no sólo ha confundido a los investigadores posteriores, sino que también dio lugar a confusión en el momento, por ejemplo, en el Ministerio de Defensa para la investigación y el análisis de los registros contemporáneos de radar.

## Principales acontecimientos

### 26 de diciembre

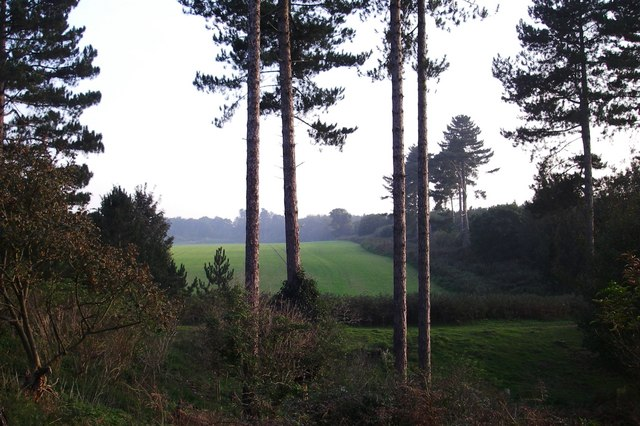

Alrededor de las 3 horas del 26 de diciembre de 1980, una patrulla de seguridad cerca de la Puerta Este de la RAF Woodbridge informó acerca de ciertos objetos voladores no identificados. Los militares inicialmente pensaron que se trataba de un avión derribado, pero, al entrar en el bosque para investigar, vieron una gran cantidad de extrañas luces en movimiento a través de los árboles, así como una luz brillante de un objeto no identificado. Poco después de las 4 horas fue llamada a escena la policía local, pero se informó sólo que las luces que se podían ver eran las del faro Orford Ness, a algunas millas de distancia de la costa.
Algunos de los aviadores afirmaron haber visto un objeto metálico cónico, suspendido en una niebla de color amarillo, cernido sobre un claro en los árboles, con un palpitante círculo de luz azul y roja. Un testigo afirma haber visto un tren de aterrizaje triangular bajo el objeto. Los militares afirmaron además que el objeto parecía claramente consciente de su presencia y se alejó de ellos, obligándolos a darle caza. Más tarde, los militares se habrían encontrado en un estado de aturdimiento. Algunos informes afirman que los animales de granja y domésticos se mostraban en un estado de miedo y pánico.
Después del amanecer, en la mañana del 26 de diciembre, los militares regresaron al lugar del hecho donde el objeto cónico se había visto, y encontraron tres pequeñas impresiones en un patrón triangular, así como quemaduras y ramas rotas en árboles cercanos. A las 10:30 horas, la policía local fue llamada de nuevo, esta vez para ver las impresiones sobre el terreno, que pensaban que podrían haber sido hechas por un animal.

### 28 de diciembre
Los militares regresaron al sitio de nuevo en las primeras horas del 28 de diciembre de 1980, con detectores de radiaciones, aunque la importancia de las lecturas que se obtuvo es motivo de controversia. El comandante adjunto de la base Lt Col Charles I. Halt investigó personalmente, registrando el evento en una micro-grabadora de casete ("Cinta de Halt"). El sitio investigado por Halt se encontraba cerca del borde oriental del bosque.
Fue durante esta investigación que las luces se observaron en todo el campo al este, casi en línea con los animales de una granja.
Más tarde, se observaron luces en el cielo al norte y al sur, la más brillante parecía transmitirse a través de un haz de luz de vez en cuando.
Hay quien aduce que el incidente fue registrado en un vídeo que actualmente posee la USAF, pero, si es así, el resultado de la cinta no se ha hecho público.
Se rumorea que los pequeños seres establecían comunicación con los jefes de la cúpula militar, y que el comandante de la base, Gordon Williams, se comunicaba con ellos a través de una lengua de signos y gestos. Estos rumores no tienen pruebas que las respalden, y proceden de informes no confirmados.

## Escépticos - puntos de vista

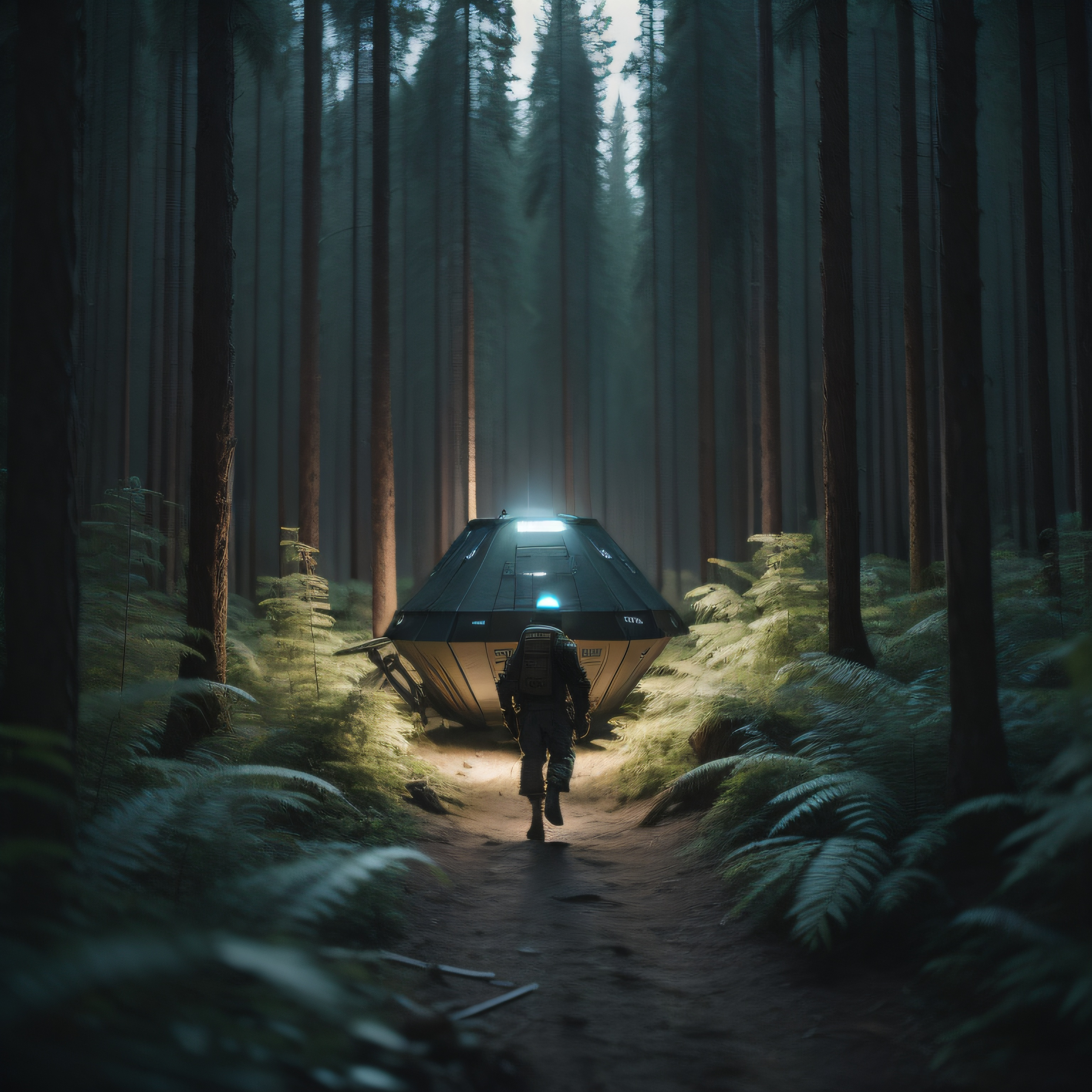
IA-ilustración con que coincide aproximadamente con las descripciones de Penniston.